# Шака Кушан
Шака Кушан — останній правитель Кушанського царства.